# Giovanni Bazoli
Giovanni Battista Bazoli (Brescia, 18 dicembre 1932) è un banchiere italiano, ex-presidente della finanziaria Mittel, dal 27 aprile 2016 presidente emerito di Intesa Sanpaolo.

## Biografia
Nato a Brescia il 18.12.1932.  Sposato, con tre figli.
Figlio dell’avv. Stefano, membro dell’Assemblea Costituente e della Camera dei Deputati della Repubblica Italiana. Nipote dell’avv. Luigi, membro della Camera dei Deputati del Regno d’Italia e sottoscrittore con don Luigi Sturzo dell’atto fondativo del Partito Popolare Italiano.
Avvocato.  Docente all’Università Cattolica di Milano (materie di insegnamento: “Diritto amministrativo”, “Istituzioni di diritto pubblico”, “Diritto pubblico dell’economia”).
Nel 1982 il Banco Ambrosiano, il più importante gruppo bancario privato d’Italia, è travolto dalle vicende di Roberto Calvi e viene messo in liquidazione.  Su iniziativa del Ministro del Tesoro Nino Andreatta e del Governatore di Banca d’Italia Carlo Azelio Ciampi l’attività della banca fallita viene ceduta a una nuova società, il Nuovo Banco Ambrosiano, di cui è nominato Presidente il Prof. Bazoli.  Egli guida la ricostruzione e il rilancio dell’istituto.  Nello svolgimento di tale incarico, il Professor Bazoli si impegna a fondo, con successo, anche per salvare dal fallimento e rilanciare il Gruppo Rizzoli-Corriere della Sera.
Alla fine del 1989 gestisce la fusione (la prima in Italia di due banche di grandi dimensioni) tra il Nuovo Banco Ambrosiano e la controllata Banca Cattolica del Veneto.  Nasce il Banco Ambrosiano Veneto, che nel 1997 acquista la Cariplo, la maggiore Cassa di risparmio del mondo, avviando in tal modo la grande stagione della privatizzazione del settore bancario italiano.
Nel 1998 Banca Intesa (questa la nuova denominazione assunta dall’istituto) acquisisce il controllo della Cassa di Risparmio di Parma e Piacenza e nel 1999 della Banca Commerciale Italiana, diventando per dimensioni operative e presenze territoriali il primo gruppo bancario del Paese.
Infine, nel corso del 2006, la fusione con il San Paolo IMI dà vita a una delle più importanti e solide banche europee, Intesa Sanpaolo.  Di essa il professor Bazoli è Presidente del Consiglio di Sorveglianza sino alla fine di aprile del 2016.  E da allora ricopre la carica di Presidente Emerito.
Il Prof. Bazoli è sempre stato un convinto assertore del ruolo sociale della banca e ha ispirato importanti iniziative in campo artistico e culturale: la creazione delle “Gallerie d’Italia” (con sedi a Milano, Torino, Napoli e Vicenza), i programmi di restauro e valorizzazione di collezioni d’arte, il recupero di Casa Manzoni, la fusione degli archivi delle banche integrate.
Ha ricevuto, tra l’altro, una laurea “Honoris Causa” in “Conservazione dei beni culturali” dall’Università di Udine.
Ha ricevuto dal Presidente della Repubblica Italiana le onorificenze di “Cavaliere del Lavoro” e di “Cavaliere di Gran Croce”.  È stato nominato “Officier dans l’Ordre National de la Légion d’Honneur” dal Presidente della Repubblica Francese. 
Principali cariche attuali: 
- Intesa Sanpaolo S.p.A.: Presidente Emerito
- Fondazione Eni Enrico Mattei: Consigliere
- Fondazione Teatro alla Scala: Consigliere
- Editrice La Scuola S.p.A.: Vice Presidente
- FAI Fondo per l'Ambiente Italiano: Membro del Comitato Garanti

## Procedimenti giudiziari
Ad aprile 2018 fu rinviato a giudizio con le imputazioni di ostacolo all'esercizio degli organismi di vigilanza e illecita influenza nell'assemblea che avrebbe determinato la governance di UBI Banca. Il processo si è concluso l'8 ottobre 2021 con la sua assoluzione.

## Vita privata
Giovanni Bazoli è sposato con Elena Wührer, della famiglia produttrice della celebre birra, e ha tre figli: Stefano, Francesca e Chiara.

## Pubblicazioni
L'elenco è incompleto:
- Giovanni Bazoli, Giustizia e uguaglianza. Modelli biblici, in Collana il Pellicano Rosso, Morcelliana, 2005, ISBN 978-88-372-2034-1.
- Giovanni Bazoli, Mercato e disuguaglianza, in Collana il Pellicano Rosso, Morcelliana, 2006, ISBN 978-88-372-2102-7.
- Giovanni Bazoli, La provvidenza e l'uomo d'oggi, in Collana il Pellicano Rosso, Morcelliana, 2009, ISBN 978-88-372-2404-2.
- Giovanni Bazoli e Ernst-Wolfgang Böckenförde, Chiesa e capitalismo, in Collana il Pellicano Rosso, Morcelliana, 2010, ISBN 978-88-372-2429-5.